# 佐藤一誠 (政治家)
佐藤 一誠（さとう いっせい、1945年（昭和20年）12月6日 - ）は、日本の政治家。元秋田県男鹿市長。

## 来歴
秋田県出身。早稲田大学教育学部卒。1984年、秋田県議会議員に初当選。2期務める。1993年、男鹿市長菅原慶吉の死去による市長選挙に立候補して当選する。合併前の男鹿市長を3期務める。男鹿市と若美町と合併協議会会長を務め、2005年に新しい男鹿市が誕生。これに伴う市長選挙に立候補し、無投票で当選した。市長は2009年まで務めた。